# Podvod spojený se zaměstnáním
Podvod spojený se zaměstnáním (někdy také pracovní podvod nebo podvodná pracovní nabídka, anglicky employment fraud) je pokus o oklamání osob hledajících zaměstnání tím, že jim je nabízena falešná naděje na lepší pracovní podmínky, výhodnější pracovní dobu, prestižnější pracovní úkoly, budoucí příležitosti nebo vysokou mzdu. Často se se tyto podvody inzerují v pracovních inzerátech na stejných serverech, tak jako činí legitimní zaměstnavatelé.

## Charakteristika
Podvody spojené s náborem a zaměstnáním osob zahrnují několik typů praktik, které mohou zneužívají uchazeče i zaměstnavatele. Náboráři často zkreslují informace, aby zvýšili svůj zisk. Kandidátovi říkají, že jeho požadovaná mzda je přehnaně vysoká, aby ho donutili přijmout nižší finanční ohodnocení. Současně zaměstnavateli tvrdí, že na trhu nejsou lepší uchazeči za nižší cenu, čímž si udržují vysokou provizi nebo lepší smluvní podmínky. Jiný podvod spočívá v tom, že někdo předstírá, že je zaměstnanec firmy, a nabízí falešné pracovní pozice, které ve skutečnosti neexistují. Tyto nabídky se často šíří přes internetové inzeráty nebo podvodné weby. Mezi další podvodnou aktivitu se řadí situace, kdy se zájemci o práci nabízí, že jeho pracovní náplní bude převádět peníze nejprve na svůj bankovní účet a následně jinam, čímž se oběť zapojuje do nelegálních aktivit. Někdy podvodníci podmiňují získání práce tím, že si uchazeč musí zakoupit startovní balíček, školení, speciální software, apod. Pracovní pozice ve skutečnosti neexistuje. Jde jen o způsob, jak z oběti vylákat peníze.

## Česko
Již v roce 2010 anketa provedená mezi uživateli pracovního serveru ukázala, že téměř 75 % uživatelů serveru se setkalo s nabídkou, kde skutečná práce neodpovídala popisu v nabídce. 25 % se setkalo s požadavkem zaplacení vstupního poplatku.